# Hriadky
Hriadky (Hongaars: Gerenda) is een Slowaakse gemeente in de regio Košice, en maakt deel uit van het district Trebišov.
Hriadky telt 454 inwoners.